# الدوري الهندوراسي الدرجة الأولى لكرة القدم 1984–85
الدوري الهندوراسي الدرجة الأولى لكرة القدم 1984–85 هو موسم من الدوري الهندوراسي الدرجة الأولى لكرة القدم. فاز فيه نادي ديبورتيفو أوليمبيا.